# Kanał Powodziowy we Wrocławiu
Kanał Powodziowy we Wrocławiu (Kanał Ulgi, Kanał Powodziowy Północ we Wrocławiu) – kanał wodny przeciwpowodziowy, wybudowany we Wrocławiu w celu przeprowadzania wód powodziowych na rzece Odra, na północ od centrum miasta. Kanał został wybudowany, wraz z Kanałem Żeglugowym, w latach 1913–1917 (tzw. II kanalizacja Odry).
Początek kanału znajduje się w 244,5 km biegu rzeki Odry w Bartoszowicko–Opatowickim Węźle Wodnym. Odchodzi od głównego nurtu rzeki na prawym jej brzegu, w rejonie osiedli Opatowice i Strachocin. W 0,45 km kanału znajduje się Jaz Bartoszowice, a w 4,87 km kanału zlokalizowany jest Jaz Zacisze. Koniec kanału znajduje się natomiast poniżej Jazu Zacisze. Kanał łączy się tu z korytem Starej Odry, w rejonie styku osiedli: Ołbin i Zacisze. Długość kanału wynosi 6,29 km. Zdolność przepustowa tego kanału wynosi 870 m³/s. Nad kanałem przerzucone są trzy przeprawy mostowe, drogowe: Most Bartoszowicki, Mosty Bolesława Chrobrego, Mosty Jagiellońskie.